# Irena Tuwim

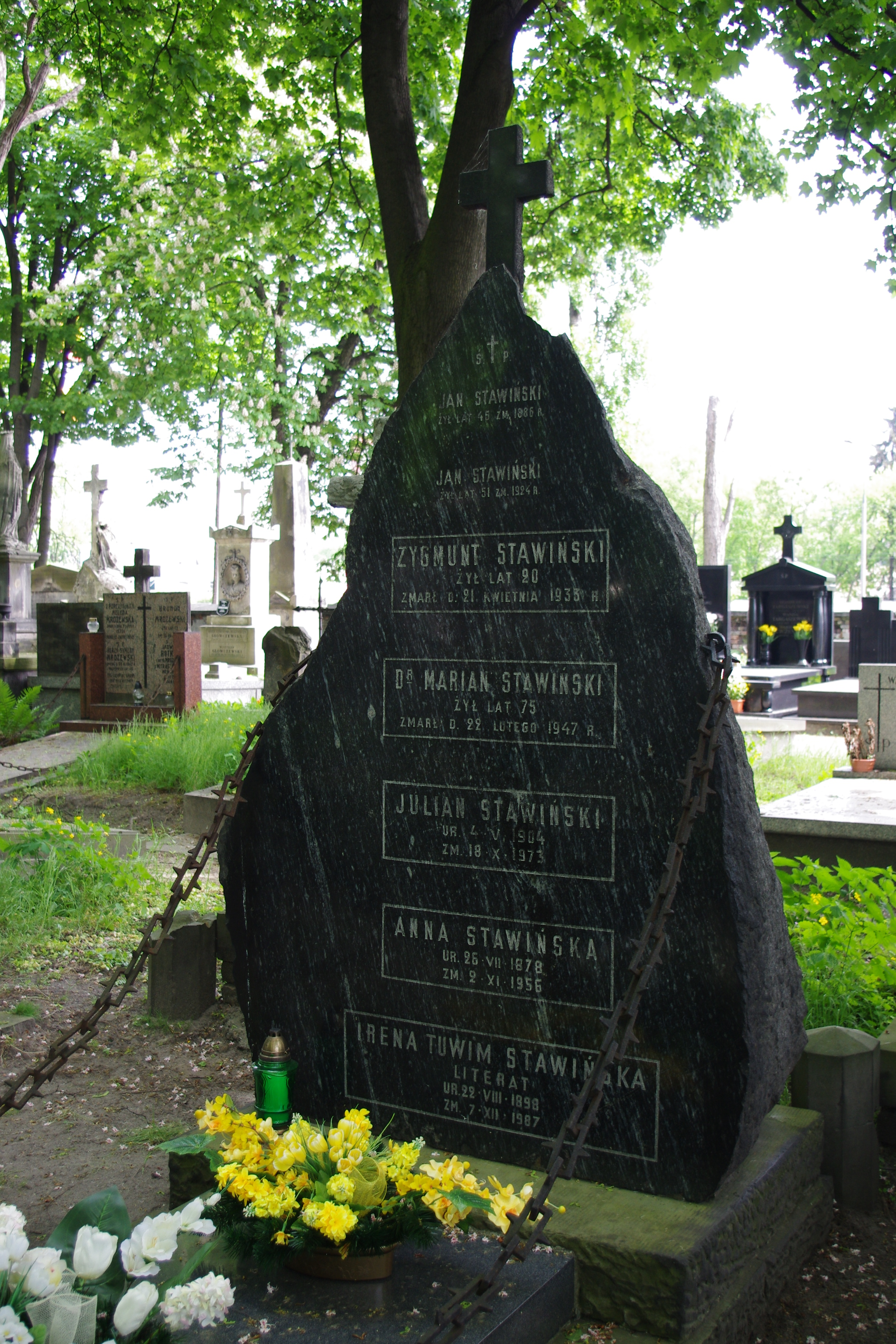
Grób Ireny Tuwim i jej męża Juliana Stawińskiego na Starych Powązkach w Warszawie

Irena Tuwim (ur. 22 sierpnia 1898 w Łodzi, zm. 7 grudnia 1987 w Warszawie) – polska poetka, prozaiczka, tłumaczka literatury dla dzieci i młodzieży; siostra Juliana Tuwima.

## Życiorys

### Młodość
Była córką zasymilowanych Żydów, Adeli, z d. Krukowskiej (ur. 9 stycznia 1872, zm. 19 sierpnia 1942) i Izydora (ur. 22 lipca 1858, zm. 3 maja 1935) Tuwimów, młodszą siostrą Juliana Tuwima. Jej ojciec pracował jako księgowy w filii Azowsko-Dońskiego Banku Handlowego, matka zajmowała się gospodarstwem domowym. Jej dziadkiem od strony matki był Leon Krukowski. Jej kuzynami od strony matki byli m.in. Leon Boruński, Włodzimierz Boruński i Kazimierz Krukowski. Rodzina Tuwimów była zasymilowana, w rodzinnym Juliana i Ireny domu nie praktykowano judaizmu, nie obchodzono żydowskich świąt. Była uczennicą Gimnazjum im. Elizy Orzeszkowej w Łodzi. 
Jako sześciolatka, była świadkinią wydarzeń Rewolucji 1905 roku na ulicach Łodzi, strajków i walk ulicznych, co wyryło się głęboko w jej pamięci. Wydarzenia te opisała we wspomnieniach „Łódzkie pory roku”. 
Irenę w świat literatury wprowadziła matka, a następnie przewodnikiem był brat. Jako poetka debiutowała w 1914 r. na łamach jednodniówki „Życie łódzkie” wierszami „Przy kominku” i „Szczęście” podpisanymi pseudonimem Ira Blanka. 

### II Rzeczpospolita
W 1921 opublikowała tom 24 wiersze. W czerwcu 1922 wyszła pierwszy raz za mąż za Stefana Napierskiego, krytyka literackiego (brata Marii Eiger i wnuka Markusa Silbersteina), przyjęła wówczas chrzest i zmieniła wyznanie na katolickie. Z mężem zamieszkała następnie w Warszawie, w tym samym czasie związała się także grupą Skamander, której jednym z głównym członków był jej brat. W 1926 opublikowała tom wierszy Listy, który spotkał się ze zróżnicowanym przyjęciem krytyków (na jej talent zwracał uwagę Karol Wiktor Zawodziński, krytykował Witold Zechenter). Pod koniec lat 20. poznała swojego późniejszego drugiego męża, Juliana Stawińskiego, dla którego ostatecznie zostawiła Stefana Napierskiego. W 1930 wydała kolejny tom wierszy Miłość szczęśliwa, który krytycy porównywali do dokonań Anny Achmatowej, Marii Pawlikowskiej-Jasnorzewskiej i Kazimiery Iłłakowiczówny. W tym czasie pracowała także nad przekładem 3 i 4 tomu Anny Kareniny Lwa Tołstoja. Na początku lat 30. zamieszkała razem z Julianem Stawińskim w Ostrowi Mazowieckiej, ślub wzięli formalnie 12 czerwca 1935 w obrządku ewangelicko-reformowanym. Od 1937 mieszkała ponownie w Warszawie, gdzie jej mąż pracował jako prawnik. W tym czasie zajęła się pracą przekładową, tłumaczyła literaturę dziecięcą, m.in. baśnie braci Grimm, książki o Myszce Miki i Królewnie Śnieżce Disneya, Fernando Munro Leafa, Mary Poppins Pameli Travers oraz w 1938 roku Kubuś Puchatek i Chatka Puchatka A.A. Milne’a.

### II wojna światowa
Po wybuchu II wojny światowej razem z mężem opuściła Polskę, przez Rumunię przedostała się do Paryża, w wydanym 17 marca 1940 pierwszym numerze paryskich Wiadomości Polskich, Politycznych i Literackich Mieczysław Grydzewski opublikował jej wiersz Do wiosny paryskiej. Po ataku wojsk niemieckich na Francję została razem z mężem ewakuowana do Wielkiej Brytanii (Julian Stawiński pracował w Ministerstwie Informacji i Dokumentacji Rządu Rzeczypospolitej Polskiej na uchodźstwie), Tam m.in. współpracowała z wydawnictwem M.I. Kolin, dla którego przygotowywała przedruki prac Adama Mickiewicza i Stefana Żeromskiego. W antologii Kraj lat dziecinnych opublikowała opowiadanie o czasach łódzkich Strachy dzieciństwa. W lutym 1945 wyjechała z mężem do Kanady i zamieszkała w Toronto.

### Okres powojenny
Po zakończeniu II wojny światowej zamieszkała początkowo w USA, gdzie jej mąż pracował jako attaché ambasady RP polskiego rządu komunistycznego. W 1946 opublikowała przeznaczoną dla polskiego czytelnika broszurę Wielka Brytania i Imperium Brytyjskie. W lutym 1947 powróciła z mężem do Polski. Ponownie poświęciła się pracy przekładowej, m.in. starała się ulepszyć swoje przekłady przedwojenne, tłumaczyła także z rosyjskiego, zarówno wiersze dla dzieci (m.in. Samuiła Marszaka i Siergieja Michałkowa, Baśnie, bajki, bajeczki: ludowe bajki rosyjskie Aleksego Tołstoja), jak i współczesną prozę dla dorosłych, przy przekładach pracowała także z mężem (przetłumaczyli razem m.in. Chatę wuja Toma Harriet Beecher Stowe). W 1956 opublikowała pozytywnie odebrany przez krytykę tom opowiadań Łódzkie pory roku, w 1958 tom Wiersze wybrane. W kolejnych latach poświęciła się twórczości dla dzieci oraz pracy przekładowej, przede wszystkim z języka angielskiego, tłumaczyła m.in. Oscara Wilde’a, Katherine Mansfield, Mary Norton, Edith Nesbit.
Opublikowała także własne utwory dla dzieci: Marek Wagarek (1955), Co okręt wiezie (1962), O pingwinie Kleofasku (1960), Pampilio (1967). Wszystkie książki uzyskały kilka wydań, a także powstało niemieckie tłumaczenie Marka Wagarka.
Spoczywa na cmentarzu Powązkowskim w Warszawie (kw. 161-4-36).

### Odznaczenia i wyróżnienia
- Krzyż Kawalerski Orderu Odrodzenia Polski[43]
- Nagroda Polskiego PEN Clubu za przekład z literatury obcej na język polski (1981)[33]

## Strategie przekładowe
Irena Tuwim twierdziła, że tłumacz powinien mieć swobodę w kwestii doboru strategii tłumaczeniowej, a stosowanie techniki „wiernego” tłumaczenia bądź „wolnej” adaptacji jest zależne od cech indywidualnych danej pozycji. Przykładem swobodnej interpretacji tekstu źródłowego przez Tuwim jest spolszczanie imion własnych, które tłumaczka w późniejszych latach swojej twórczości ograniczyła ze względu na zmieniające się tendencje w przekładzie. W jednym z pierwszych tłumaczeń, Mary Poppins z 1938 roku, Tuwim zastąpiła bądź spolszczyła wszystkie imiona głównych bohaterów. Jednak już w 1957 roku, w powieści Pięcioro dzieci i „coś”, tłumaczka zachowała niemal wszystkie imiona w oryginalnej wersji. Spolszczyła jedynie Jane, którą nazwała Janeczką, oraz zmieniła zapis imion takich jak Martha, tak by były zgodne z polską pisownią. W publikacji z 1971 roku pod tytułem Zaczarowany zamek wszystkie imiona zachowały swoje oryginalne brzmienie, jedynie imiona Catty i Cathy zyskały polskie zdrobnienia Kocica i Kizia. Tuwim nie przekładała wszystkich nazw na język polski, w Mary Poppins zatrzymała nazwisko rodziny Banks, a powieść nadal ma angielski kontekst dzięki zachowaniu postaci królowej Elżbiety i katedry świętego Pawła. Jednak faktem jest, że spolszczone zostały zarówno imiona, jak i tytuł Mary Poppins, który w początkowych wersjach brzmiał Agnieszka. Tuwim stosowała zabiegi tłumaczeniowe tego rodzaju w celu przybliżenia polskim czytelnikom postaci. Tłumaczka dobierała polskie imiona, które uważała za najbardziej pasujące i odpowiednie dla charakteru danego bohatera. Realia i odwołania kulturowe, które dla młodego odbiorcy mogą być niezrozumiałe, zostały zatrzymane przez Tuwim częściowo. Elementami pozostawionymi w oryginalnej wersji, które odnoszą się do kontekstu kulturowego danego dzieła, są przykładowo angielskie miary długości i wagi (mile, funty, cale i stopy), jednostki monetarne (szylingi, funty, pensy), nazwy geograficzne i opisy tradycji oraz historycznych zdarzeń. Tuwim decydowała się na zmianę bądź usunięcie elementów kiedy mogłyby one nie zostać zrozumiane przez polskiego czytelnika, a jednocześnie zdaniem tłumaczki ich zmiana nie wpływała znacząco na kontekst całego tekstu. Przykładowo z Kubusia Puchatka został wycięty fragment wyjaśniający historię powstania jego oryginalnego imienia Winnie-the-Pooh, a z powieści Edith Nesbit zostały usunięte wierszowane dedykacje. Strategia przekładu Ireny Tuwim jest intuicyjna i opiera się na analizie oryginalnego tekstu. Tłumaczka zmieniała strukturę i składnię zdań oraz modyfikowała teksty w przypadkach, kiedy uważała taki zabieg za potrzebny do uzyskania wartościowego przekładu.
Według Tuwim język utworów przeznaczonych dla dzieci powinien być jasny, prosty i konkretny, ze względu na ograniczony zasób słownictwa młodych czytelników. Wprowadzanie nowego słownictwa jest według Tuwim wskazane, jednak należy się na nie decydować z umiarem, tak by książka pozostawała czytelna dla dzieci. Z tego względu tłumaczka nie popiera techniki dosłownego tłumaczenia tekstów, w której wszystkie nazwy i elementy kulturowe zostają zachowane. W Kubusiu Puchatku, będącym najbardziej rozpoznawalnym tłumaczeniem Tuwim, imiona postaci zostały spolszczone, a tłumaczka wprowadziła wiele zwrotów, które są w dzisiejszych czasach stałymi elementami polskiej frazeologii („małe Conieco”). Polskie tłumaczenie odbiega od oryginału A. A. Milne’a w tym względzie, że zostało skierowane głównie do młodego czytelnika, co jest widoczne między innymi w sposobie tłumaczenia elementów poetyckich oraz w usunięciu niektórych elementów kulturowych. W odpowiedzi na tłumaczenie Ireny Tuwim, która zastosowała metodę udomowienia, Monika Adamczyk-Garbowska zaproponowała swoją wersję Winnie-the-Pooh, Fredzię Phi-Phi będącą przykładem egzotyzacji tekstu. Adamczyk-Garbowska zachowała elementy tekstu, które pozwalają na skierowanie go także do dorosłego czytelnika, jednak to wersja Tuwim nadal pozostaje tłumaczeniem szeroko przyjętym i akceptowanym przez polskich odbiorców. Stanisław Lem wypowiedział się przychylnie na temat tłumaczenia Tuwim, które uznał za lepsze od tekstu oryginalnego.

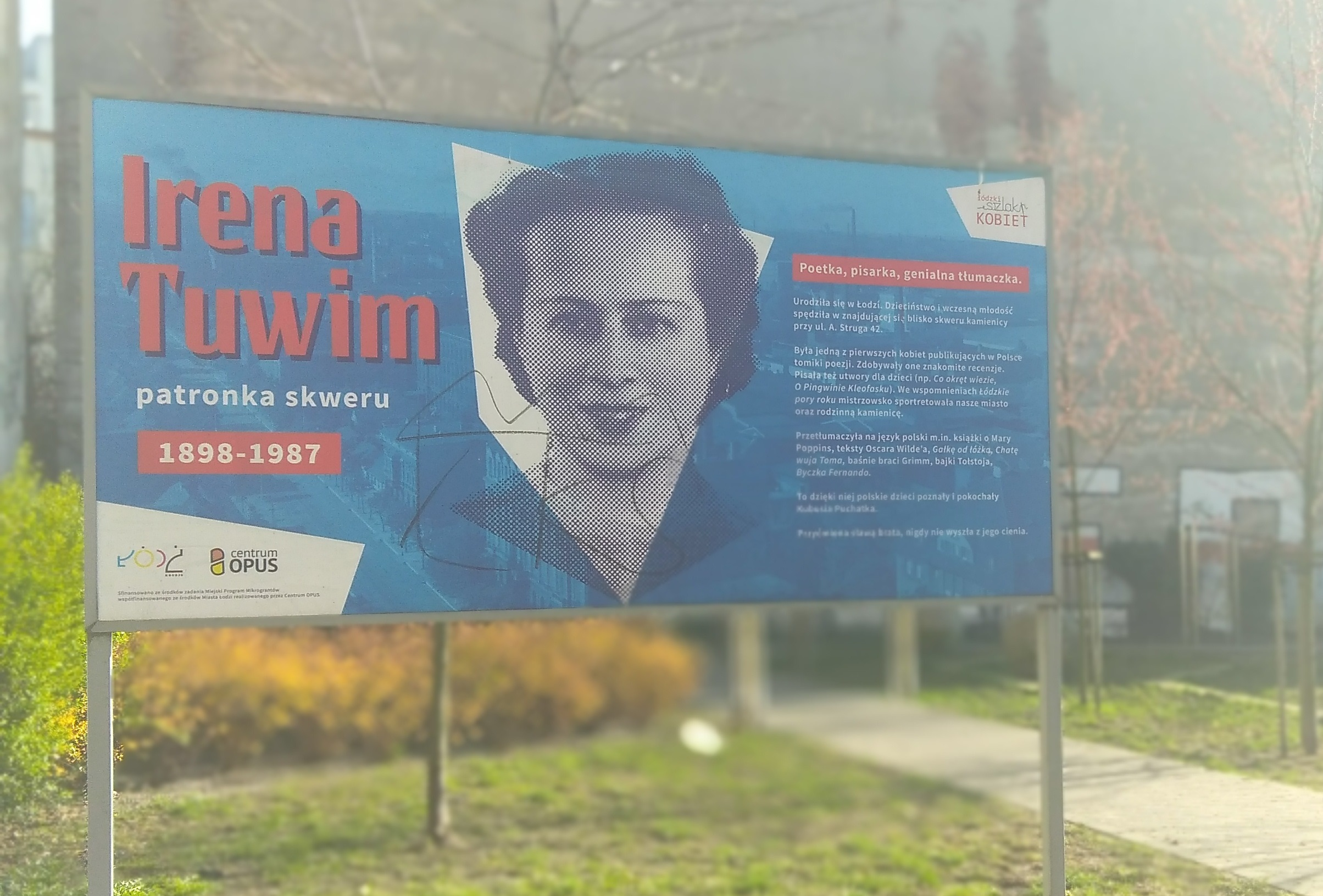
Skwer im. Ireny Tuwim w Łodzi (2024)

## Upamiętnienie
- od 2006 r. działa Fundacja im. Juliana Tuwima i Ireny Tuwim[47][48]

- 7 marca 2018 r. radni łódzkiej rady miejskiej podjęli uchwałę upamiętniającą Irenę Tuwim poprzez nazwanie jej imieniem skweru u zbiegu ulic A. Struga i Lipowej[49][50].